# استقرار مالي
الاستقرار المالي هو خاصية للنظام المالي الذي يبدد الاختلالات المالية التي تنشأ داخليا في الأسواق المالية أو نتيجة لأحداث سلبية كبيرة وغير متوقعة. عندما يكون النظام مستقرًا ، يمتص الصدمات الاقتصادية في المقام الأول عن طريق آليات التصحيح الذاتي، مما يمنع الأحداث السلبية من تعطيل الاقتصاد الحقيقي أو الانتشار إلى أنظمة مالية أخرى. الاستقرار المالي أمر بالغ الأهمية للنمو الاقتصادي، حيث تتم معظم المعاملات في الاقتصاد الحقيقي من خلال النظام المالي.
بدون الاستقرار المالي، تكون البنوك أكثر ترددًا في تمويل المشاريع المربحة، وقد تنحرف أسعار الأصول بشكل كبير عن قيمها الجوهرية، ويختلف جدول تسوية المدفوعات عن المعتاد. ومن ثم فإن الاستقرار المالي ضروري للحفاظ على الثقة في الاقتصاد. تشمل العواقب المحتملة لعدم الاستقرار المفرط الأزمة المالية، وإدارة البنوك، والتضخم المفرط وانهيار سوق الأسهم.

## التدابير التجريبية

### مقاييس الاستقرار على مستوى الشركة
تستخدم درجة Altman z على نطاق واسع في البحث التجريبي كمقياس للاستقرار على مستوى الشركة لارتباطها الكبير باحتمال التخلف عن السداد. يقارن هذا المقياس بين المخازن المؤقتة (الرسملة والعوائد) والمخاطر (تقلب العوائد)، وقد حقق أداءً جيدًا في التنبؤ بحالات الإفلاس في غضون عامين. على الرغم من تطوير نماذج بديلة للتنبؤ بالاستقرار المالي، لا يزال نموذج ألتمان هو الأكثر استخدامًا.
النموذج البديل المستخدم لقياس الاستقرار على مستوى المؤسسة هو نموذج ميرتون (ويسمى أيضًا نموذج قيمة الأصول). يقوم بتقييم قدرة الشركة على الوفاء بالتزاماتها المالية ويقيس الاحتمال الكلي للتخلف عن السداد. في هذا النموذج، يتم التعامل مع حقوق ملكية المؤسسة كخيار شراء على أصولها المحتفظ بها، مع الأخذ في الاعتبار تقلب تلك الأصول. يتم استخدام تعادل الشراء-الشراء لتسعير قيمة خيار «البيع» الضمني، والذي يمثل مخاطر ائتمان الشركة. في النهاية، يقيس النموذج قيمة أصول الشركة (مرجحة للتقلب) في الوقت الذي يمارس فيه أصحاب الديون «خيار البيع» من خلال توقع السداد. بشكل ضمني، يعرّف النموذج التخلف عن السداد بأنه عندما تتجاوز قيمة التزامات الشركة قيمة أصولها، تحسب احتمالية التخلف عن سداد الائتمان. في التكرارات المختلفة للنموذج، يمكن تعيين مستوى الأصول/المطلوبات عند مستويات عتبة مختلفة.
في بحث لاحق، تم تعديل نموذج ميرتون لالتقاط مجموعة واسعة من النشاط المالي باستخدام بيانات مقايضة التخلف عن السداد. على سبيل المثال، تستخدمه Moody's في نموذج KMV لحساب احتمالية التخلف عن سداد الائتمان وكجزء من نظام إدارة مخاطر الائتمان. المسافة إلى التخلف عن السداد (DD) هي مقياس آخر قائم على السوق لمخاطر التخلف عن السداد للشركات استنادًا إلى نموذج ميرتون. يقيس كل من مخاطر الملاءة ومخاطر السيولة على مستوى الشركة.

### تدابير الاستقرار النظامي
لسوء الحظ، لا يوجد حتى الآن نموذج موحد فريد لتقييم استقرار النظام المالي وفحص السياسات.
لقياس الاستقرار النظامي، يحاول عدد من الدراسات تجميع مقاييس الاستقرار على مستوى الشركة (درجة z والمسافة إلى التقصير) في تقييم على مستوى النظام للاستقرار، إما عن طريق أخذ متوسط بسيط أو وزن كل مقياس حسب الحجم النسبي للمؤسسة. ومع ذلك، فإن هذه المقاييس الإجمالية تفشل في حساب المخاطر المرتبطة بين المؤسسات المالية. بعبارة أخرى، يفشل النموذج في مراعاة الترابط بين المؤسسات، ويمكن أن يؤدي فشل إحدى المؤسسات إلى انتشار العدوى.
تم اقتراح احتمالية أولًا إلى التقصير، أو احتمال ملاحظة تقصير واحد بين عدد من المؤسسات، كمقياس للمخاطر النظامية لمجموعة من المؤسسات المالية الكبيرة. ينظر هذا المقياس إلى احتمالات التخلف عن السداد المحايدة من حيث المخاطر من هوامش مقايضة التخلف عن السداد. على عكس مقاييس المسافة إلى التخلف عن السداد، فإن الاحتمال يعترف بالترابط بين افتراضات المؤسسات المختلفة. ومع ذلك، فإن الدراسات التي تركز على احتمالات التخلف عن السداد تميل إلى التغاضي عن تأثير الكسارة الناجم عن فشل مؤسسة كبيرة.
تقييم آخر لاستقرار النظام المالي هو العجز النظامي المتوقع (SES)، والذي يقيس المساهمة في المخاطر النظامية من قبل المؤسسات الفردية. يأخذ العجز النظامي المتوقع بعين الاعتبار مستوى الرافعة الفردية ويقيس العوامل الخارجية التي تنشأ من القطاع المصرفي عندما تفشل هذه المؤسسات. هذا النموذج مناسب بشكل خاص لتحديد المؤسسات ذات الصلة من الناحية النظامية والتي سيكون لها تأثير أكبر على الاقتصاد عندما يفشل. أحد عيوب طريقة العجز النظامي المتوقع هو أنه من الصعب تحديد متى من المحتمل أن تفشل المؤسسات ذات الأهمية النظامية.
لتعزيز القدرة التنبؤية، تم تمديد مقياس العجز النظامي المتوقع بأثر رجعي وتعديله في بحث لاحق. يُطلق على النموذج المُحسَّن اسم مقياس المخاطر النظامي (SRISK)، والذي يقوم بتقييم النقص المتوقع في رأس المال لشركة في سيناريو الأزمة. لحساب مقياس المخاطر النظامي هذا، يجب على المرء أولاً تحديد العجز الهامشي المتوقع طويل المدى (LRMES)، والذي يقيس العلاقة بين عائدات حقوق ملكية الشركة وعائد السوق (المقدّر باستخدام التقلب غير المتماثل، والارتباط، والحصيلة). بعد ذلك، يقدر النموذج الانخفاض في قيمة حقوق ملكية الشركة إذا شهد السوق الكلي انخفاضًا بنسبة 40% أو أكبر في فترة ستة أشهر لتحديد مقدار رأس المال المطلوب لتحقيق نسبة 8% من رأس المال إلى قيمة الأصول. بمعنى آخر، يقدم مقياس المخاطر النظامي نظرة ثاقبة على النسبة المئوية للشركة من إجمالي عجز رأس مال القطاع المالي. خطر كبير النسبة المئوية تشير إلى الخاسرين الأكبر عند حدوث الأزمة. أحد الآثار الضمنية لمؤشر العجز النظامي المتوقع هو أن الشركة تعتبر «محفوفة بالمخاطر بشكل منهجي» إذا واجهت احتمالًا كبيرًا لنقص رأس المال عندما يكون القطاع المالي ضعيفًا.
مقياس آخر للاستقرار المالي هو توزيع الخسارة النظامية، والتي تحاول سد بعض الفجوات في التدابير المذكورة أعلاه. يشتمل هذا المقياس على ثلاثة عناصر رئيسية: احتمالية التقصير لكل مؤسسة على حدة، وحجم الخسارة في حالة التعثر، والعدوى الناتجة عن التخلف عن سداد المؤسسات المترابطة.